# Provinciale weg 370
De provinciale weg 370 (N370) is een provinciale weg in de Nederlandse provincie Groningen. De weg vormt het noordelijk en westelijke deel van de ring rond Groningen. Bij Noorderhoogebrug gaat de weg over in de N46 richting de Eemshaven, bij het Reitdiepplein sluit de weg aan op de N355 richting Leeuwarden. Uiteindelijk eindigt de weg bij de aansluiting op de A7 richting Heerenveen en knooppunt Julianaplein.
De weg is uitgevoerd als vierstrooks-autoweg met gescheiden rijbanen. Over de gehele lengte geldt een maximumsnelheid van 70 km/h. Het deel dat ten noorden van het Groningse stadscentrum loopt heet Noordzeeweg en Plataanlaan, het gedeelte ten westen van het centrum heet Friesestraatweg en Laan 1940-1945.

## Geschiedenis
Oorspronkelijk was de huidige N370 genummerd als N46, de provinciale weg die westelijk om Groningen verliep en verder over de huidige N46 richting de Eemshaven (het oostelijke deel van de ring om Groningen was genummerd als N28). Toen de N46 bij de invoering van de Wet herverdeling wegenbeheer in 1993 werd geruild met rijksweg 41 (Groningen - Delfzijl, sinds 1993 genummerd als N360) bleef de weg in beheer van de provincie Groningen. Om het onderscheid tussen de beheerders van de verschillende delen duidelijk te maken nummerde de provincie het gedeelte dat zij beheerde om in N370.
N34 · N46 · N351 · N353 · N354 · N355 · N356 · N357 · N358 · N359 · N360 · N361 · N362 · N363 · N364 · N365 · N366 · N367 · N368 · N369 · N370 · N371 · N372 · N373 · N374 · N375 · N376 · N377 · N378 · N379 · N380 · N381 · N382 · N383 · N384 · N385 · N386 · N387 · N388 · N390 · N391 · N392 · N393 · N398

N851 · N852 · N853 · N854 · N855 · N856 · N857 · N858 · N860 · N861 · N862 · N863 · N865 · N910 · N913 · N917 · N918 · N919 · N924 · N927 · N928 · N962 · N963 · N964 · N966 · N967 · N969 · N972 · N973 · N974 · N975 · N976 · N977 · N978 · N979 · N980 · N981 · N982 · N983 · N984 · N985 · N986 · N987 · N988 · N989 · N990 · N991 · N992 · N993 · N994 · N995 · N996 · N997 · N998 · N999

Cursief vermelde wegen zijn voormalige provinciale wegen.